# Garhwa
Garhwa è una suddivisione dell'India, classificata come municipality, di 36.708 abitanti, capoluogo del distretto di Garhwa, nello stato federato del Jharkhand. In base al numero di abitanti la città rientra nella classe III (da 20.000 a 49.999 persone).

## Geografia fisica
La città è situata a 24° 10' 60 N e 83° 49' 0 E e ha un'altitudine di 196 m s.l.m..

## Società

### Evoluzione demografica
Al censimento del 2001 la popolazione di Garhwa assommava a 36.708 persone, delle quali 19.691 maschi e 17.017 femmine. I bambini di età inferiore o uguale ai sei anni assommavano a 6.128, dei quali 3.114 maschi e 3.014 femmine. Infine, coloro che erano in grado di saper almeno leggere e scrivere erano 22.266, dei quali 13.546 maschi e 8.720 femmine.